# Stuart Moore
Stuart Moore es un guionista y editor de cómics y novelas estadounidense.

## Carrera
La obra de Stuart Moore incluye Civil War, la primera de una línea de novelas en prosa para Marvel Comics, y dos historias para el programa de Amazon Kindle Worlds: X-O Manowar: Noughts and Crosses y Shadowman: Sunshine and Shadow. Otras novelas en prosa escritas por Moore incluyen American Meat, Reality Bites, y John Carter: The Movie Novelization. Sus cómics y novelas gráficas incluyen la serie de ciencia ficción Earthlight, Shadrach Stone, y PARA; Web of Spider-Man, Namor: The First Mutant, y Wolverine Noir (Marvel); Firestorm y Detective Comics (DC Comics); el equipo de superhéroes multicultural The 99; la adaptación al cómic del best-seller Redwall; varios proyectos sobre Star Trek, Transformers, y Stargate; y dos volúmenes de la premiada The Nightmare Factory.
Stuart también es editor freelance y socio de Botfriend, una compañía de empaquetado de cómics. Ha trabajado como editor en St. Martin’s Press, publicando una amplia variedad de libros sobre la ciencia ficción y la cultura popular. Más recientemente, ha trabajado como editor para la línea de cómics de Virgin Comics / SciFi Channel y de la línea Marvel Knights. En DC Comics, Stuart fue editor fundador de la aclamada línea Vertigo, donde ganó el Premio Eisner al mejor editor en 1996 y el Premio Don Thompson al editor favorito en 1999.
- Datos: Q7626868
- Multimedia: Stuart Moore / Q7626868